# Ort des Grauens
Der im Jahre 1990 erschienene Roman Ort des Grauens (original: „The Bad Place“) von Dean Koontz befasst sich mit dem Thema Teleportation im Rahmen des klassischen Motives Kampf von Guten und Bösen.

## Handlung
Der Serienmörder Candy Pollard ist in der Lage, sich in Sekundenbruchteilen an jeden gewünschten Ort zu versetzen. Er benutzt diese Fähigkeit, sich seinen Opfern zu nähern und nach vollbrachter Tat unbemerkt zu verschwinden. Erzählt wird die Geschichte aus dem Blickwinkel seines Bruders Frank, der ebenfalls die Teleportation beherrscht – allerdings in wesentlich schwächerer Form. Gemeinsam mit einem kleinen Team von Privatdetektiven versucht er, den blutrünstigen und doch zugleich tiefgläubigen Candy zur Strecke zu bringen.
Wie häufig in den Romanen von Koontz, wird eine kleine, auf sich allein gestellte Gruppe von einem nahezu unbezwingbaren Ungeheuer bedroht. Der Serienmörder besitzt neben der Fähigkeit zur Teleportation telepathische Kräfte und ist in der Lage, jederzeit durch bloße Gedankenkraft feurige Blitze zu erzeugen. Zudem ist er praktisch unverwundbar. Beispielsweise repariert sich  eine Schussverletzung durch anschließende Teleportation von selbst. Abgerundet wird das Bild eines Monsters durch dessen gewaltige Körperkräfte und eine blitzschnelle Reaktionsfähigkeit.
Als Erklärung für die magisch anmutenden Kräfte der Familie Pollard wird ein genetischer Defekt aufgrund von Inzucht der Großeltern und Selbstbefruchtung der hermaphroditen Mutter angegeben. Eine Interpretation als göttliche Strafe für die Sünden der Vorfahren ist allerdings möglich, sogar gewünscht. Mit starkem Willen und Selbstaufopferung zeigt aber Frank, dass man dieser Bestimmung des Bösen entgehen kann.